# بریج‌ویل (کالیفرنیا)
بریج‌ویل (به انگلیسی: Bridgeville) یک منطقهٔ مسکونی در ایالات متحده آمریکا است که در شهرستان هامبولت، کالیفرنیا واقع شده‌است. بریج‌ویل ۱۹۴ متر بالاتر از سطح دریا واقع شده‌است.